# 西圣米格尔
西圣米格尔是巴西圣卡塔琳娜州的一个市镇。总面积234.396平方公里，总人口33806人，人口密度144.2人/平方公里。